# Вільйоруебо
Вільйоруебо (ісп. Villoruebo) — муніципалітет в Іспанії, у складі автономної спільноти Кастилія-і-Леон, у провінції Бургос. Населення — 61 особа (2010).
Муніципалітет розташований на відстані близько 200 км на північ від Мадрида, 28 км на південний схід від Бургоса.
На території муніципалітету розташовані такі населені пункти: (дані про населення за 2010 рік)
- Масуеко: 20 осіб
- Кінтанілья-Кабрера: 16 осіб
- Вільйоруебо: 25 осіб

## Демографія
Динаміка населення (INE ):